# Stora kanalen

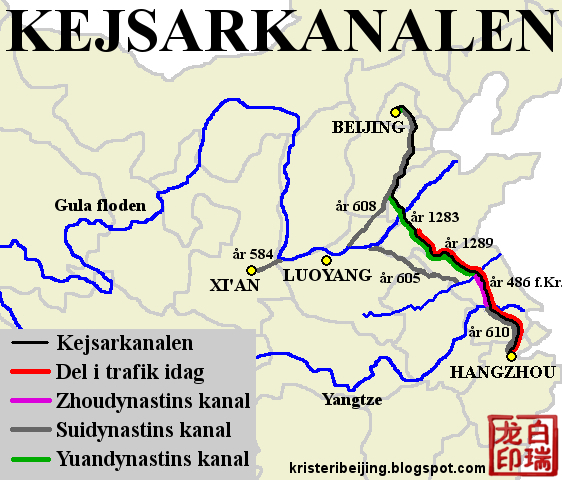
Karta som visar när de olika delarna av kejsarkanalen byggdes och vilken del som är i drift idag

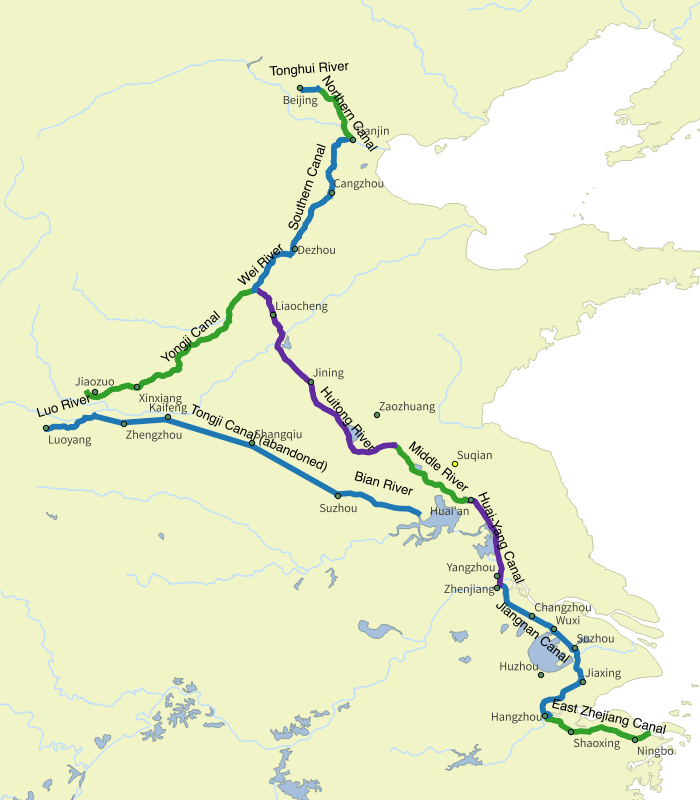
Detaljerad bild över Stora kanalens sträckning.

Stora kanalen (大运河, Dà Yùnhé) eller Kejsarkanalen, i Kina är världens längsta kanal och löper från Peking i norr till Hangzhou i söder.
Stora kanalen är den största och viktigaste kanalen i Kina och tillika den längsta och äldsta konstgjorda vattenvägen på jorden. Kanalen går från Hangzhou norrut till Tianjin, där den förenar sig med Hai He för att sedan fortsätta mot Peking och sammanbinder således Hai He med landets huvudfloder Gula floden och Yangtzefloden.
Kanalen har 45 slussar och dess totala längd är idag 1 790 km, men det är från Jining och 880 km söder ut ner till Hangzhou som i dag används för trafik. Hela kanalens längd är inte handbyggd. Vissa delar består av redan befintliga vattendrag. Som högst går kanalen ca 40 m över havet. Pråmar på 2 000 ton kan trafikera kanalen.
Jiangsu-delen av kanalen blev den 27 juni 2007 vänkanal med Göta kanal. Stora kanalen är sedan juli 2014 listade av Unesco som världsarv.

## Historia
Under slutet av Vår- och höstperioden år 486 f.Kr. byggde kung Fuchai av Wu den första delen av kanalen som går från Yangzhou och norr ut upp till Huai'an
År 587 under Suidynastin påbörjade kejsaren Wen utbyggnaden av kanalen genom att räta upp delar av den redan befintliga delen av kanalen och koppla ihop Chang’an (dagens Xi'an) med Gula floden.. Kejsare Yang fortsatte år 605 med att bygga ihop Gula floden med Huaifloden följt av att år 608 byggt vidare från Gula floden till Peking. År 610 byggde Kejsare Yang den sista biten ner till Hangzhou, och nu var hela kanalen ett sammankopplat system.
Under Khubilai khans tid på Yuandynastin förkortades resvägen avsevärt mellan Peking och Hangzhou när man under åren 1283 till 1289 byggde en ny del av kanalen från Linqing och rakt söder ut för att sedan knyta ihop mot den befintliga kanalen vid Huaifloden. Man förlängde även kanalens norra ände från Tongzhou in tills centrala Peking.
Under Mingdynastin lät kejsar Yongle uppföra Nanwang vattenregleringssystem för att förbättra framkomligheten i kanalen i Shandongprovinsen.
Det förändrade lopp som Gula floden tog 1855 förorsakade en stor skada på kanalen så att den del som ligger mellan Gula flodens gamla och nya lopp inte kunde användas som samfärdsmedel eller för bevattning av omgivande trakter.

## Sektioner
Kanalen består (från norr till söder) i dag av sju sektioner:
- Tongzhoukanalen, Från Kunming-sjön vid Sommarpalatset i nordvästra Peking till Tongzhou i östra Peking. Ca 50 km.[5]
- Norra kanalen, Från Tongzhou till Tianjin. Ca 140 km.[5]
- Södra kanalen, Från Tianjin till Linqing. Ca 430 km[5]
- Lukanalen, Från Linqing, passerar Gula floden och vidare förbi Jining till Tai'erzhuang vid Weishan-sjön. Ca 430 km.[5]
- Mittenkanalen, Från Tai'erzhuang söder ut till Huai'an. Ca 170 km.[5]
- Inre kanalen, Från Huai'an till Yangtze. Ca 170 km.[5]
- Jingnankanalen, Från Yangtzefloden till Hangzhou. Ca 340 km.[5]